# Droge naald

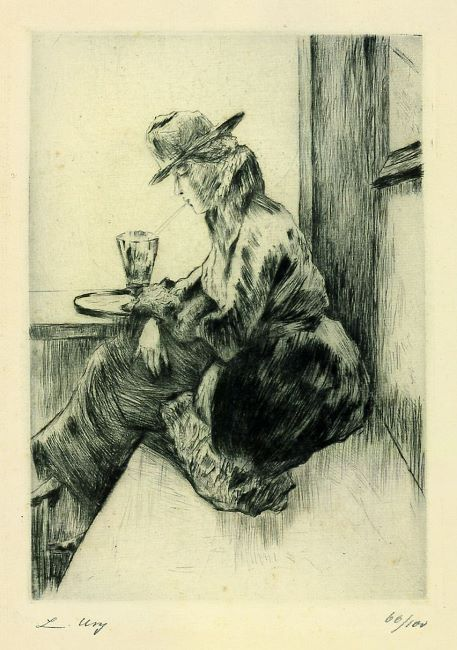
Droge-naaldprent van Lesser Ury (1861-1931)

Een droge naald is een diepdruktechniek uit de prentkunst waarbij men, doorgaans door middel van fijne, staalharde etsnaalden, een tekening krast in een plaat. Vroeger was die plaat meestal van koper; tegenwoordig wordt ook zink of kunststof gebruikt. Wanneer men in een etsplaat krast, ontstaat er een braam, waaronder zich ook inkt hecht. Hierdoor ontstaat bij het afdrukken een ietwat fluweelachtige lijn, die typerend is voor de drogenaaldtechniek.
Na het tekenen wrijft men de plaat in met drukinkt. Daarna wordt de plaat afgeslagen: de inkt wordt voorzichtig verwijderd met gaas of met de handpalm, tot er uitsluitend in de groeven inkt blijft zitten. Vervolgens ⟨worden de krassen die door de droge naald in de plaat zijn gemaakt en met inkt zijn gevuld⟩ door middel van een etspers afgedrukt op bevochtigd papier. Het papier is flexibel geworden door het invochten – denk aan papier-maché – en nu wordt onder de hoge druk van de etspers het vilt tegen het papier gedrukt, dat weer in de groef wordt geperst. In de groef zit (vette) inkt en door de hoge druk gaat die een synthese aan met het papier.
Een drogenaald-etsplaat kan, in tegenstelling tot een ets, slechts in beperkte oplage gedrukt worden, ongeveer vijftien exemplaren,  doordat bij iedere drukgang de kenmerkende braam steeds meer platgedrukt wordt. Om die reden is de droge naald niet geschikt voor hoge oplages.  Wel is het goed mogelijk om met een verstaalde koperplaat dit slijtageproces aanzienlijk te rekken. Een oplage van honderd of meer is dan mogelijk.
De beroemde etsers van de zeventiende eeuw hebben al met de droge naald bepaalde delen in hun koperplaten opgewerkt en gecorrigeerd. Als afzonderlijke artistieke werkwijze werd de droge naald vaker beoefend tegen het einde van de negentiende eeuw, bijvoorbeeld door James McNeill Whistler en Auguste Rodin.
In Engeland noemt men de techniek drypoint, in Frankrijk pointe sèche en in Duitsland Kaltnadelradierung.

## Afbeeldingen

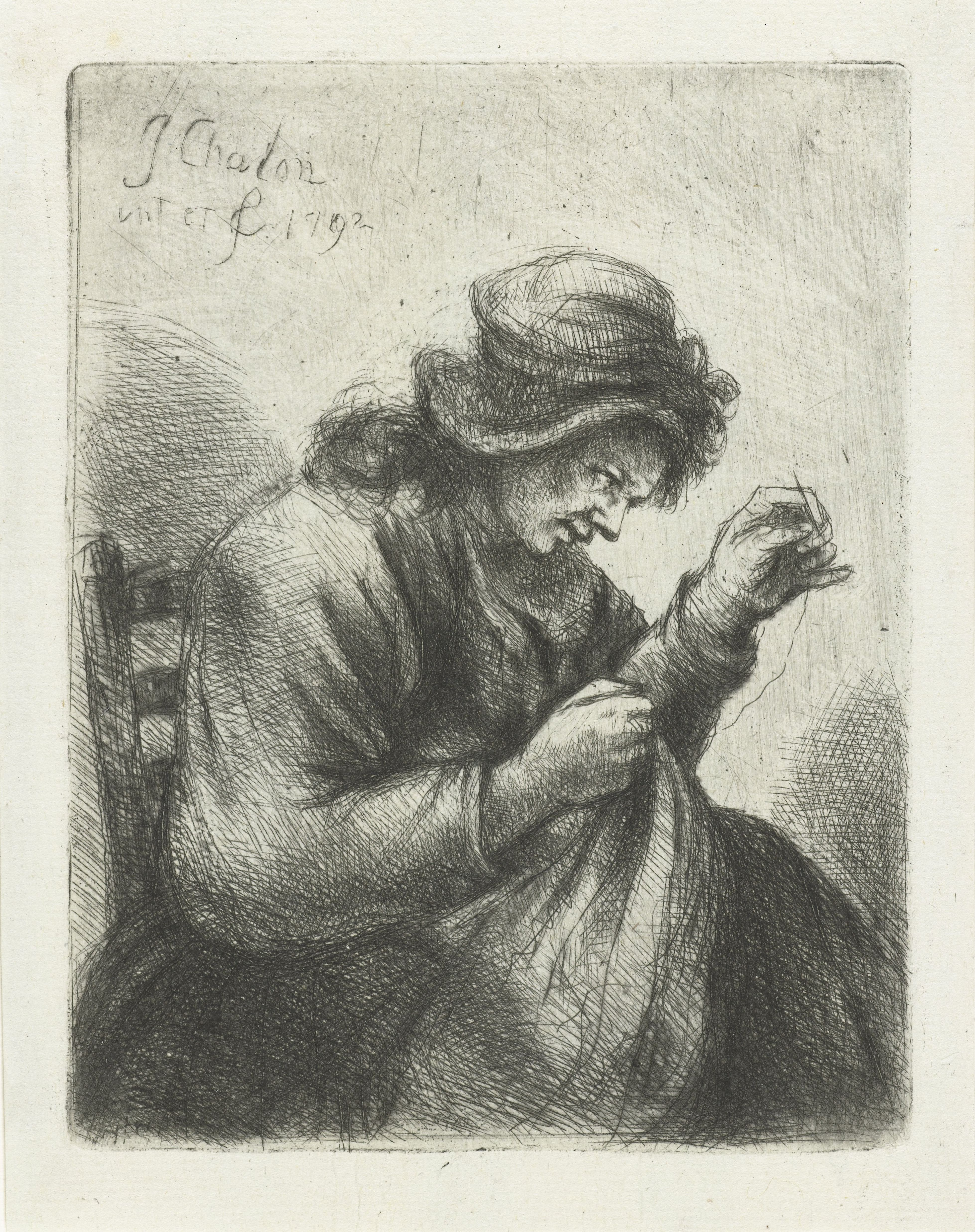
Kleermaakster, Jan Chalon, 1792
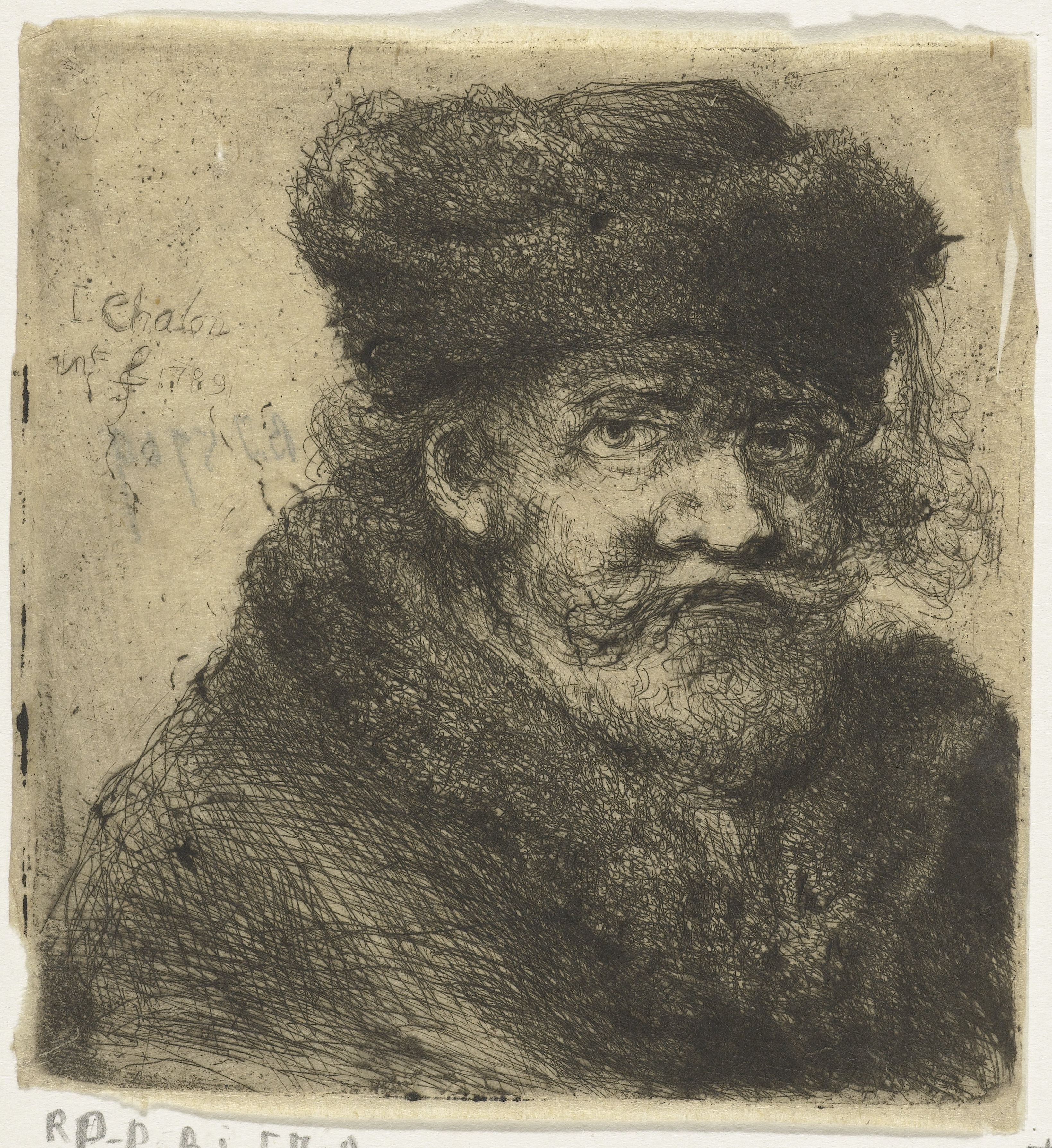
Oude man, Jan Chalon, 1789
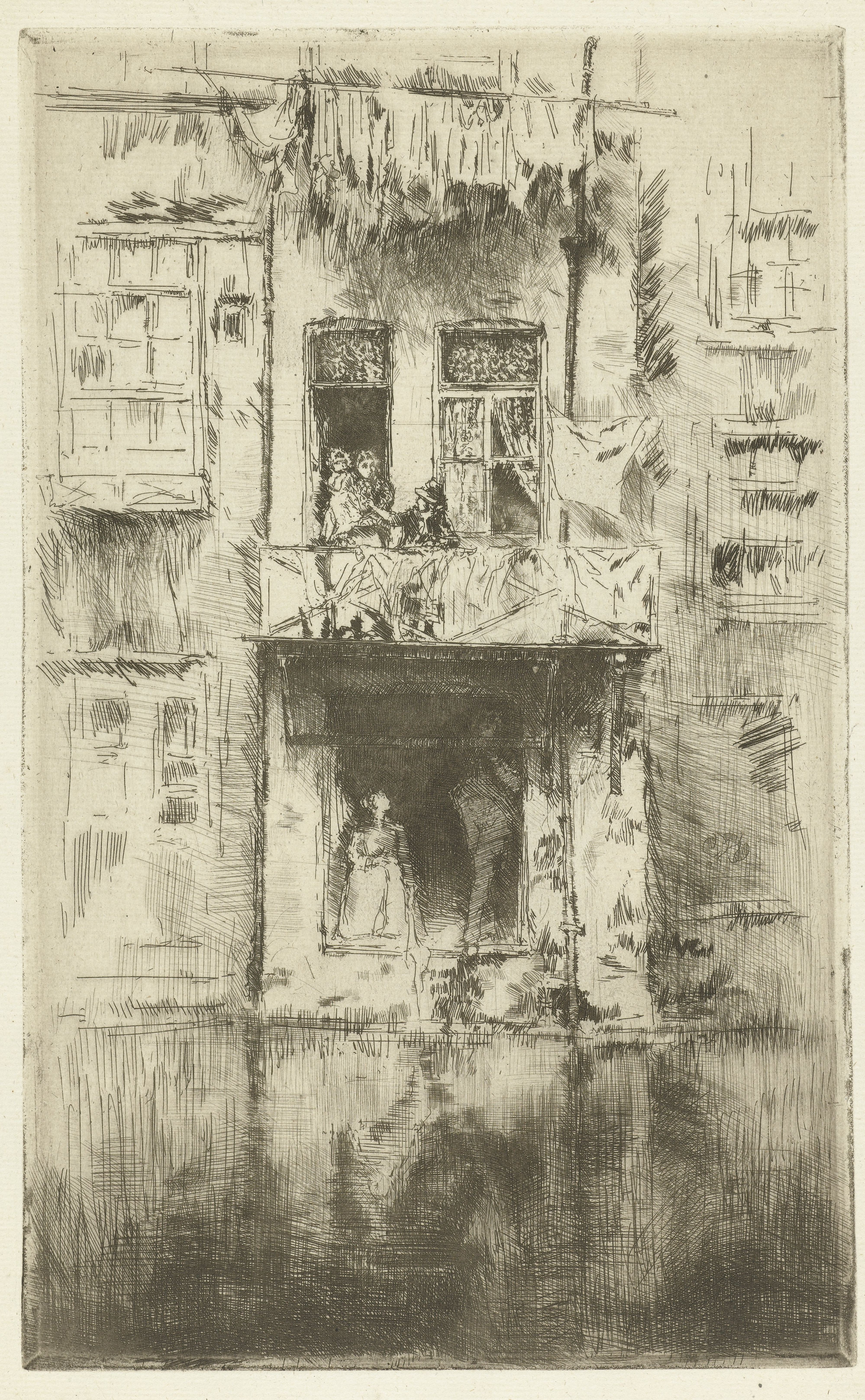
Balkon, James McNeill Whistler, 1889